# Soledade de Minas
Soledade de Minas is een gemeente in de Braziliaanse deelstaat Minas Gerais. De gemeente telt 5.795 inwoners (schatting 2009).

## Aangrenzende gemeenten
De gemeente grenst aan Carmo de Minas, Caxambu, Conceição do Rio Verde, Pouso Alto en São Lourenço.